# Фёдорова, Полина Александровна
Поли́на Алекса́ндровна Фёдорова (род. 4 февраля 1996 года) — российская гимнастка. Мастер спорта России. Член сборной команды Российской Федерации (утверждена в основной состав в конце 2012 года)

## Биография

### Образование
- Выпускница муниципального бюджетного общеобразовательного учреждения «Лицей № 2» города Чебоксары (2013 год, с отличием)[2][3].
- Выпускница (уровень бакалавриата), магистрант[4] экономического факультета Чувашского государственного университета имени И. Н. Ульянова[5].

### Спортивная карьера
В конце 2012 года, после Олимпиады в Лондоне, Полина Фёдорова была утверждена в основной состав сборной России на следующий олимпийский цикл.
На Чемпионате России 2013 заняла третье место в командном многоборье (в составе команды ПФО) и второе на бревне.
В ноябре 2013 года на международных соревнованиях по спортивной гимнастике «Кубок KSI» в Будапеште победила в личном первенстве.
На Чемпионате России 2014 года завоевала золотую медаль в вольных упражнениях.
На Чемпионате мира 2014 года в Наньнине, Китай, была запасной и в составе женской сборной России стала бронзовой призёркой в командных соревнованиях, хоть ни в квалификации, ни в командном финале так и не выступила.
На Летней Универсиаде 2015 в Кванджу в составе сборной России выиграла золотую медаль в командных упражнениях, а также стала чемпионкой в вольных упражнениях (результат: 14,200) и серебряным призёром в упражнениях на бревне.

## Результаты
| Год  | Турнир                               | Многобор. | Многобор. | Опорный прыжок | Разновысокие брусья | Бревно | Вольные упражнения |
| Год  | Турнир                               | Ком.      | Лич.      | Опорный прыжок | Разновысокие брусья | Бревно | Вольные упражнения |
| ---- | ------------------------------------ | --------- | --------- | -------------- | ------------------- | ------ | ------------------ |
| 2010 | Чемпионат России среди юниоров (КМС) |           | 8         |                |                     | 8      |                    |
| 2011 | Чемпионат России среди юниоров (МС)  |           | 8         |                | 6                   | 4      |                    |
| 2012 | Чемпионат России среди юниоров (МС)  |           | 1         | 6              |                     | 1      | 1                  |
| 2013 | Чемпионат России                     | 3         | 10        |                |                     | 2      |                    |
| 2013 | Stella Zakharova Cup                 | 1         | 4         | 3              |                     | 4      | 4                  |
| 2013 | Кубок России                         | 2         | 6         |                | 5                   | 3      | 5                  |
| 2013 | Osijek World Cup                     |           |           |                |                     | 5      |                    |
| 2013 | KSI Cup                              | 1         | 1         |                |                     |        |                    |
| 2014 | Чемпионат России                     | 4         | 6         |                |                     | 4      | 1                  |
| 2014 | Кубок России                         | 4         | 9         |                |                     | 4      | 5                  |
| 2014 | Чемпионат мира                       | 3         |           |                |                     |        |                    |

## Спортивные звания
- Мастер спорта России международного класса (2016)[16].